# Перелом костей носа
Перелом костей носа — механическая травма, нарушение анатомического строения костей носа. Перелом костей носа является наиболее распространённой травмой с повреждением костей лицевой части черепа, на её долю приходится около 40-50 % от общего числа повреждений костей черепа.

## Причины
Причины травм, влекущих за собой перелом костей носа весьма различны. Наиболее частые из них — уличные драки, различные тренировки (бокс, борьба, карате и т. д.). Реже возникают вследствие падения, бытовых травм, автотравм.

## Характер повреждений
Как и любой перелом, перелом костей носа может быть открытым и закрытым. При закрытом переломе костей носа целостность кожи в области перелома не нарушается. При открытом переломе повреждение кожных покровов может быть значительным, вплоть до того, что осколки кости будут видны. Так же перелом костей носа может быть со смещением и без смещения.
Тяжесть повреждений костей носа зависит от многих факторов:
- Силы, скорости и резкости удара(ов);
- Каким предметом (о какой предмет) наносится удар;
- Под каким углом пришёлся удар (при боковом ударе шанс перелома и тяжесть возрастают).

## Симптомы
Основные:
- Кровотечение из носа (наиболее часто распространённый симптом при любых повреждениях носа);
- Нарушение носового дыхания;
- Боль (усиливается при малейшем прикосновении к области вокруг носа и самому носу);
- Искривление носовой перегородки;
- Изменение формы носа;
- Отёк носа и области под глазами;
- Синяки под глазами и вокруг носа;
- Слизистые выделения из носа.

Довольно часто перелом носа можно ошибочно принять за сильный ушиб.

## Первая помощь
Остановка кровотечения. В подавляющем большинстве случаев при переломе костей носа кровотечение более интенсивное и продолжительное, чем при более лёгких травмах носа. Зимой полностью остановить или уменьшить кровотечение как правило значительно легче, чем летом. Если перелом костей носа произошёл в зимнее время на улице, то следует осторожно приложить снег или лёд на область носа и в район переносицы. Это предотвратит образование сильного отёка и поспособствует остановке или уменьшению носового кровотечения. Летом в качестве средства остановки или уменьшения носового кровотечения подойдёт одежда, например футболка. При переломе носа не стоит задирать слишком сильно голову, лучше всего держать её слегка наклонённой в бок. Не исключено, что полностью остановить носовое кровотечение смогут лишь врачи в больнице или травмпункте.
 Самостоятельное вправление. Не стоит самостоятельно или с посторонней неквалифицированной помощью пытаться вправить сломанные кости носа обратно, этим можно лишь усугубить ситуацию и увеличить кровотечение.

## Диагностика
При поступлении пациента в травмпункт или больницу врач узнаёт обстоятельства и проводит следующие процедуры:
- Установление причины травмы;
- Ощупывание (зачастую появляются болезненные ощущения, а иногда может сопровождаться небольшим хрустом сломанных хрящей носа);
- Проводится рентгенография или эндоскопия.

## Лечение
- Амбулаторное лечение — если перелом не тяжёлый, то врач может провести первичную обработку и отпустить пациента на амбулаторное лечение. Прописывается физиотерапия и курс антибиотиков.
- Если происходит перелом с образованием костных отломков или со смещением, то прибегают к репозиции перелома (соединение костных отломков). Иногда удаётся установить (вправить) кости на место двумя движениями пальцев. В случае, если имеется западение кости используют специальный инструмент — элеватор (elevatio — поднимать)[8][9].
- При тяжёлых переломах проводится ринопластика. Если была задета также и носовая перегородка, прибегают сначала к процедуре септопластики, так как смещённая перегородка не даст зафиксироваться наружному носу в правильном положении. После операции на нос накладывается фиксирующая гипсовая повязка на 10-14 дней.

## Последствия
Наиболее распространённое — искривление носовой перегородки. Такая патология может привести к ухудшению носового дыхания, а далее, возможно, к ринитам и синуситам.
Довольно часто (особенно при сложных переломах) также образуется постоянное искривление носа, горбинка или его асимметричность, что в свою очередь ставит вопрос о пластической операции.
Перелом носа со смещением имеет шанс на более серьёзные последствия: носовое дыхание может быть не просто нарушено, но и даже быть полностью блокировано, что ведёт к полной невозможности дышать носом.
К более поздним последствиям могут присоединиться такие проблемы как: нарастающая дыхательная недостаточность, синдром острых расстройств водно-электролитного баланса организма, нагноение мягких тканей, неврит тройничного нерва.